# Manuel Comneno Ducas
Manuel Comneno Ducas (em grego: Μανουήλ Κομνηνός Δούκας; c. 1187 – ca. 1241 (54 anos)), geralmente chamado erroneamente de Manuel Ângelo (um nome que ele jamais usou), foi um governante de Tessalônica entre 1230 e 1237 e da Tessália de 1239 até sua morte por volta de 1241.

## Vida
Manuel era filho ilegítimo do sebastocrator João Ducas e, por isso, era primo em primeiro grau dos imperadores bizantinos Isaac II Ângelo e Aleixo III Ângelo, e irmão de Miguel I Comneno Ducas e Teodoro Comneno Ducas, do Despotado de Epiro. Provavelmente depois de 1225 ou 1227, recebeu o título de déspota de seu irmão Teodoro. Por volta da mesma época, casou-se, talvez pela segunda vez, com Maria, uma filha ilegítima de João Asen II da Bulgária, ajudando assim a consolidar a aliança de seu irmão com o Império Búlgaro.
Depois da derrota de Teodoro e sua captura pelos búlgaros na Batalha de Klokotnitsa em 1230, Manuel recebeu permissão de João Asen II para governar Tessalônica e suas redondezas com o título de déspota. Em algum momento, Manuel tentou comunicar-se com o papado, mas, em 1232, sua duradoura disputa com o Patriarcado exilado em Niceia foi finalmente resolvida.
Manuel governou pacificamente até 1237, quando seu sogro, já viúvo, casou-se com Irene, a filha de Teodoro, que era seu prisioneiro. Ele e seus filhos foram soltos e resolveram recuperar o trono em Tessalônica. Manuel não conseguiu o apoio do príncipe Godofredo II de Vilearduin de Acaia e foi forçado a fugir para a Ásia Menor.
Depois de um tempo entre os turcos seljúcidas do Sultanato de Rum e no Império de Niceia, Manuel retornou para a Grécia com apoio dos nicenos em 1239 e capturou diversas fortalezas, incluindo Lárissa e Farsalo, das mãos do filho de Teodoro, João Comneno Ducas, estabelecendo-se como governante da Tessália. Teodoro e João tiveram que concordar com uma divisão das terras da família. Quando Manuel morreu em 1241, a região passou para o controle de outro sobrinho, Miguel II Comneno Ducas de Epiro.

## Família
Manuel e Maria, filha de João Asen II da Bulgária, Manuel teve pelo menos uma filha:
- Helena Comnena Ducena, que se casou com Guilherme de Verona, tetrarca de Eubeia